# Evenkië
Evenkië (Russisch: Эвенкия, Evenkieja) of Evenkisch autonoom district (Russisch: Эвенкийский автономный округ, Evenkiejski avtonomny okroeg, Evenks: Эведы Автомоды Округ, Evedy avtomody okroeg) was tot 31 december 2006 een autonoom district binnen de kraj Krasnojarsk in de Russische Federatie. Met een oppervlakte van 767.600 km² was Evenkië het op zes na grootste deelgebied van Rusland. Het had ook de kleinste bevolking van alle deelgebieden, met slechts 17.697 bewoners in 2002. Het district was in 1908 het decor van de Toengoeska-explosie.

## Geografie
Evenkië lag in Oost-Siberië.
Het zuidoosten van het gebied is vrij laaggelegen, richting het noordwesten bevinden zich hoger gelegen delen.
Er lopen twee belangrijke rivieren door Evenkië: de Beneden-Toengoeska en de Stenige Toengoeska. Beide Toengoeska's komen uit in de Jenisej.
Het gebied kent een streng klimaat met een gemiddelde jaartemperatuur die beneden de nul graden ligt. Permafrost is veelvoorkomend in het gebied. Het grootste deel van het gebied bestaat uit taiga.
De belangrijkste plaats in Evenkië is Toera (Evenks: Toeroe), andere grotere plaatsen zijn Bajkit en Vanavara.

## Geschiedenis
Tijdens de 17e en 18e eeuw trokken veel Evenken naar het noorden, om de Russische overheersing te vermijden. Daar troffen zij de Jakoetische stammen, die om dezelfde reden naar het westen waren getrokken.
Wat vanaf het begin van de Sovjetperiode tot 2005 Evenkië heette, was een van de meest afgelegen gebieden van het Russische Rijk. Niet alleen stammen trokken ernaartoe, maar ook bijvoorbeeld oudgelovigen zochten in het gebied hun toevlucht.
In de jaren 1930 en 1940 werd het gebied gecollectiviseerd, en moesten de nomadische volken die er woonden op een vaste verblijfplaats gaan wonen. In de jaren 1940 werden veel Balten en Wolgaduitsers naar Evenkië gedeporteerd.

## Bestuur
Op 17 april 2005 werd met een referendum bepaald dat de kraj Krasnojarsk en de autonome districten Tajmyr en Evenkië zouden worden samengevoegd. Op 1 januari 2007 werd deze bestuurlijke verandering doorgevoerd.

## Bevolking en taal
Bij de volkstelling van 2002 werden 17.697 mensen geregistreerd, waarvan 2 hun etnische achtergrond niet wensten te specificeren. De rest omvatte 67 etnische groepen, waarvan de grootste waren: 10.958 Russen (62%), 3802 Evenken (21,5%), 991 Jakoeten (5,6%), 550 Oekraïners (3,1%), 211 Ketten (1,2%), 162 Tataren (0,9%), 152 Chakassen (0,86%) en 127 Wolgaduitsers (0,72%).
Er werd in Evenkië vooral Russisch gesproken, maar ook Evenks en Oekraïens.

## Trivia
- Het mineraal evenkiet, dat er in 1953 werd ontdekt, is naar het district genoemd.